# Sailly-le-Sec
Sailly-le-Sec (picardisch: Sailly-Sé) ist eine nordfranzösische Gemeinde mit 350 Einwohnern (Stand 1. Januar 2022) im Département Somme in der Region Hauts-de-France. Die Gemeinde gehört zum Arrondissement Amiens und ist Teil der Communauté de communes du Val de Somme.

## Geographie
Die Gemeinde liegt rund sieben Kilometer östlich von Corbie am nördlichen Ufer der kanalisierten Somme. 

## Geschichte
Die Gemeinde erhielt als Auszeichnung das Croix de guerre 1914–1918.
| 1962 | 1968 | 1975 | 1982 | 1990 | 1999 | 2006 | 2018 |
| ---- | ---- | ---- | ---- | ---- | ---- | ---- | ---- |
| 269  | 223  | 214  | 198  | 268  | 266  | 352  | 349  |

## Sehenswürdigkeiten

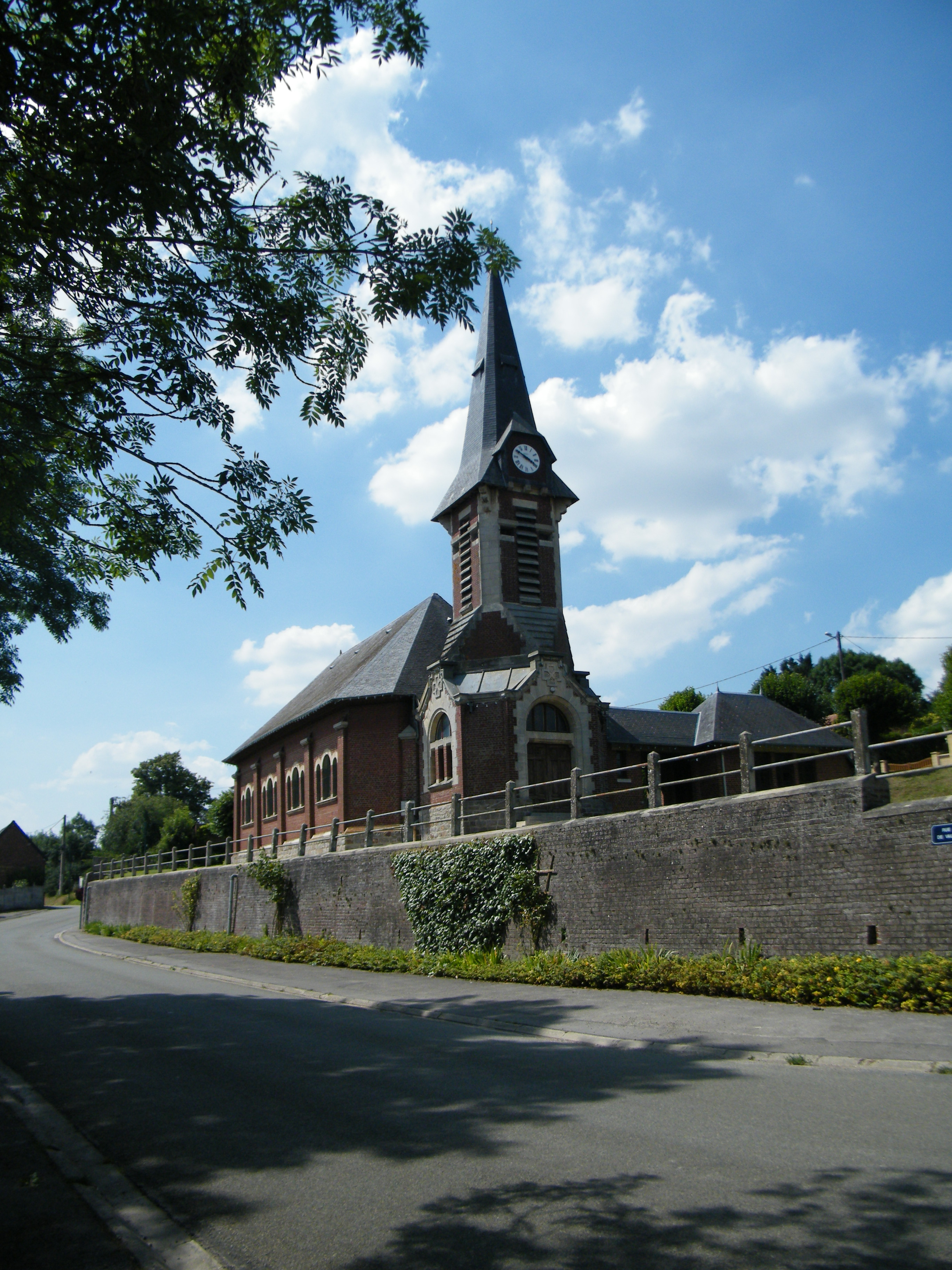
Kirche Saint-Martin

- Kirche Saint-Martin
- Britischer Soldatenfriedhof